# Литературное объединение ЛитКом
Литературное объединение «ЛитКо́м» (полное наименование Литературное объединение русскоязычных писателей Киргизской Республики «ЛитКом») — творческая группа опытных и начинающих писателей Киргизстана, объединившихся в июле 2013 года и действующих при представительстве Россотрудничества в Киргизской Республике и Российском центре науки и культуры в Бишкеке.
Руководитель литературного объединения «ЛитКом» — прозаик и критик Андрей Рябченко. К началу 2014 года «ЛитКом» объединил более 30 киргизстанских авторов, пишущих на русском языке, и является, по мнению директора Ассоциации книгоиздателей и книгораспространителей Кыргызстана Олега Бондаренко, «самым масштабным проектом». в области молодой литературы республики.
Основателями литературного объединения выступили Андрей Рябченко и Дмитрий Сагайдак, поэт и переводчик. Наиболее активные члены «ЛитКома»: поэт, профессор медицины Георгий Белов, исполнитель авторской песни Алексей Зинченко, поэты Анатолий Федоренко, Наталья Сорочайкина, Жаныл Радинова, Дарья Морозова, Олег Каплан, Анатолий Тан, Сардор Ибрагимов, прозаики Артём Хегай, Адылбек уулу Шамен, Роберт Шляпников, музыкант Жылдыз Мукамбетова и др.
«ЛитКом» следует традиции городских литературных объединений Фрунзе-Бишкека, становясь продолжением «Рубикона», «Горных зорь», «Среды», «Времени» и др. подобных объединений советского периода.

## Литературная и общественная деятельность
Литературное объединение писателей «ЛитКом» регулярно проводит творческие встречи для своих членов и опытных писателей республики, организует поэтические вечера на различных площадках Бишкека, обучающие тренинги и семинары, проводит мероприятия, посвящённые юбилейным датам советских и российских писателей, обсуждения произведений и мастер-классы по прозе, поэзии и критике.
Одним из первых мероприятий, организованных литобъединением, стал арт-фестиваль «Бульвар искусств. Диалог культур»,. приуроченный к Дню независимости Киргизской Республики. Его основным лейтмотивом выступило переплетение русской и киргизской культуры на территории республики.
Крупнейшим мероприятием, одним из организаторов которого выступил «ЛитКом», стал Литературный фестиваль молодых писателей Киргизской Республики, пишущих на русском языке,. прошедший в ноябре 2013 года. Организаторами выступили российский Фонд социально-экономических и интеллектуальных программ во главе с председателем Союза писателей Москвы Сергеем Филатовым, представительство Россотрудничества в Киргизской Республике, «ЛитКом», а также литературные журналы «Дружба народов», «Знамя», «Литературный Кыргызстан» и «Жаны Ала-Тоо». В работе фестиваля приняли участие 25 молодых русскоязычных литераторов республики, десять переводчиков и руководители мастер-классов — российские писатели. Итогом работы фестиваля стала рекомендация для части киргизстанских авторов к публикации в местных и московских изданиях.
В январе 2014 года «Фолиант» совместно с «ЛитКом» организовал масштабный творческий вечер «Бишкек-Москва литературные», участие в котором приняло большое число поэтов, прозаиков и бардов Бишкека.
Литобъединение провело также ряд вечеров памяти, в том числе посвященные 120-летию Владимира Маяковского, 80-летию Евгения Евтушенко и др. авторам. Члены «ЛитКома» принимали активное участие в фестивале авторской песни «Красное яблоко», прошедшего в августе 2013 года, организовали конкурс молодых русскоязычных писателей Кыргызстана, в котором приняло участие около 40 авторов.